# 12005 Delgiudice
12005 Delgiudice eller 1996 KA3 är en asteroid i huvudbältet som upptäcktes 19 maj 1996 av den amerikanske astronomen Robert Weber i Socorro County, New Mexico. Den är uppkallad efter Maria del Giudice.
Asteroiden har en diameter på ungefär 19 kilometer.